# Prionostemma spinituber
Prionostemma spinituber is een hooiwagen uit de familie Sclerosomatidae.